# ГЕС-ГАЕС Вальпараїсо
ГЕС-ГАЕС Вальпараісо (ісп. Valparaíso) — гідроелектростанція на півночі Іспанії. Знаходячись між ГЕС Сернаділья (вище за течією) та ГЕС Ntra. Sra. del Agavanzal, входить до складу каскаду на річці Тера (права притока Если, яка в свою чергу є правою притокою Дуеро, що впадає в Атлантичний океан вже на території Португалії).
Для роботи станції річку перекрили гравітаційною греблею висотою 67 метрів та довжиною 540 метрів, на спорудження якої пішло 270 тис. м3 матеріалу. Вона створила водосховище площею поверхні 12,2 км2 та об'ємом 164 млн м3, яке витягнуте по долинах Тери та її правого притоку Арройо-де-ла-Ривера-де-Вальдалья.
Розташований біля греблі машинний зал обладнаний двома оборотними гідроагрегатами загальною потужністю 67,5 МВт у турбінному та 67 МВт у насосному режимах. При роботі в режимі гідроакумуляції як нижній резервуар використовується водосховище наступної станції каскаду.
Зв'язок з енергосистемою відбувається по ЛЕП, що працює під напругою 220 кВ.